# Stephen Meek

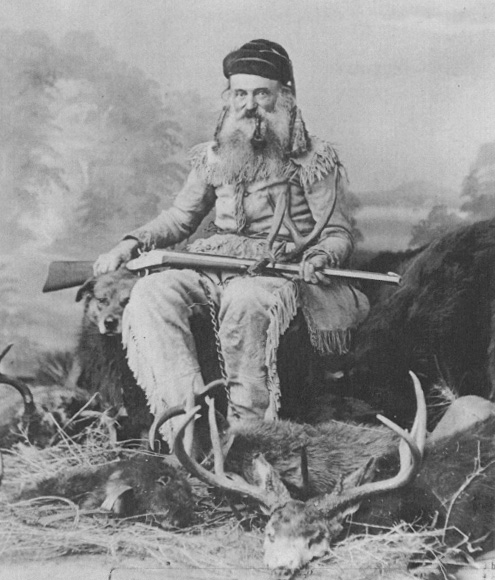
Retrato de Stephen Meek (con permiso de la Oregon Historical Society).

Stephen Hall Meek (condado de Washington, Virginia, 4 de julio de 1807- Etna, 8 de enero de 1889) fue un cazador y trampero de pieles, mountain man, explorador y guía en el Oeste americano, recordado sobre todo por haber sido el guía de una gran caravana conocido como la Meek Cutoff. Nativo de Virginia, tanto él como su hermano menor Joseph Meek pasaron gran parte de su vida como cazadores al oeste de las Montañas Rocosas.

## Biografía

### Primeros años
Stephen Meek nació en el condado de Washington, Virginia, el 4 de julio de 1807. En su autobiografía decía ser pariente del presidente James K. Polk. Fue educado en las escuelas públicas locales en Virginia antes de comenzar trabajar para William Sublette en 1827. Comenzó a trabajar como obrero de Sublette para la Rocky Mountain Fur Company  en St. Louis, Misuri. Pronto, sin embargo, se convirtió en cazador libre al servicio de varias compañías peleteras.

### Oeste americano
Meek se unió a una expedición de Benjamin Bonneville en 1831 como trampero, mientras Bonneville estaba explorando el Gran Lago Salado. De 1833 a 1834 viajó a California con Joseph R. Walker. Meek se mudó a la zona del futuro territorio de Oregón en 1835 y comenzó a trabajar para la Compañía de la Bahía de Hudson en Fort Vancouver, para John McLoughlin. Esto incluyó viajes a California con Tom McKay.
En 1841, Meek compró el primer lote de la Oregon City (Oregón) (Oregón) a John McLoughlin y ayudó a reconocer esas tierras. Se unió a los montañistas estadounidenses ese año por un año. Al año siguiente se desempeñó como guía para una caravana de pioneros al valle del Willamette desde Fort Laramie, y en 1845 dirigió el grupo nefasto que lo siguió desde la senda de Oregon por el Meek Cutoff. Esa partida se escindió en Fort Hall de la partida principal, que incluía a Joel Palmer y Sam Barlow. En mayo de 1845, se casó con Elizabeth Schoonover en St.  Louis con quien más tarde tuvo un hijo, George. Los Meeks residieron en Linn City (Oregón), Oregon, hasta 1848.

### Últimos años
Meek pasó más tarde un tiempo en las minas de la fiebre del oro de California antes de establecerse en el condado de Siskiyou, California. En 1850, regresó brevemente a Oregón, antes de estar de vuelta en California y continuar en las minas hasta 1865. En 1865, Elizabeth murió, y volvió a trabajar como guía y trampero. Stephen Meek murió en Etna, California , el 8 de enero de 1889, a la edad de 81 años.